# Zizers
Zizers (en romanche Zezras) es una comuna suiza del cantón de los Grisones, situada en la región de Landquart. Limita al norte con las comunas de Maienfeld y Landquart, al este con Grüsch, al sur con Trimmis, y al oeste con Untervaz.

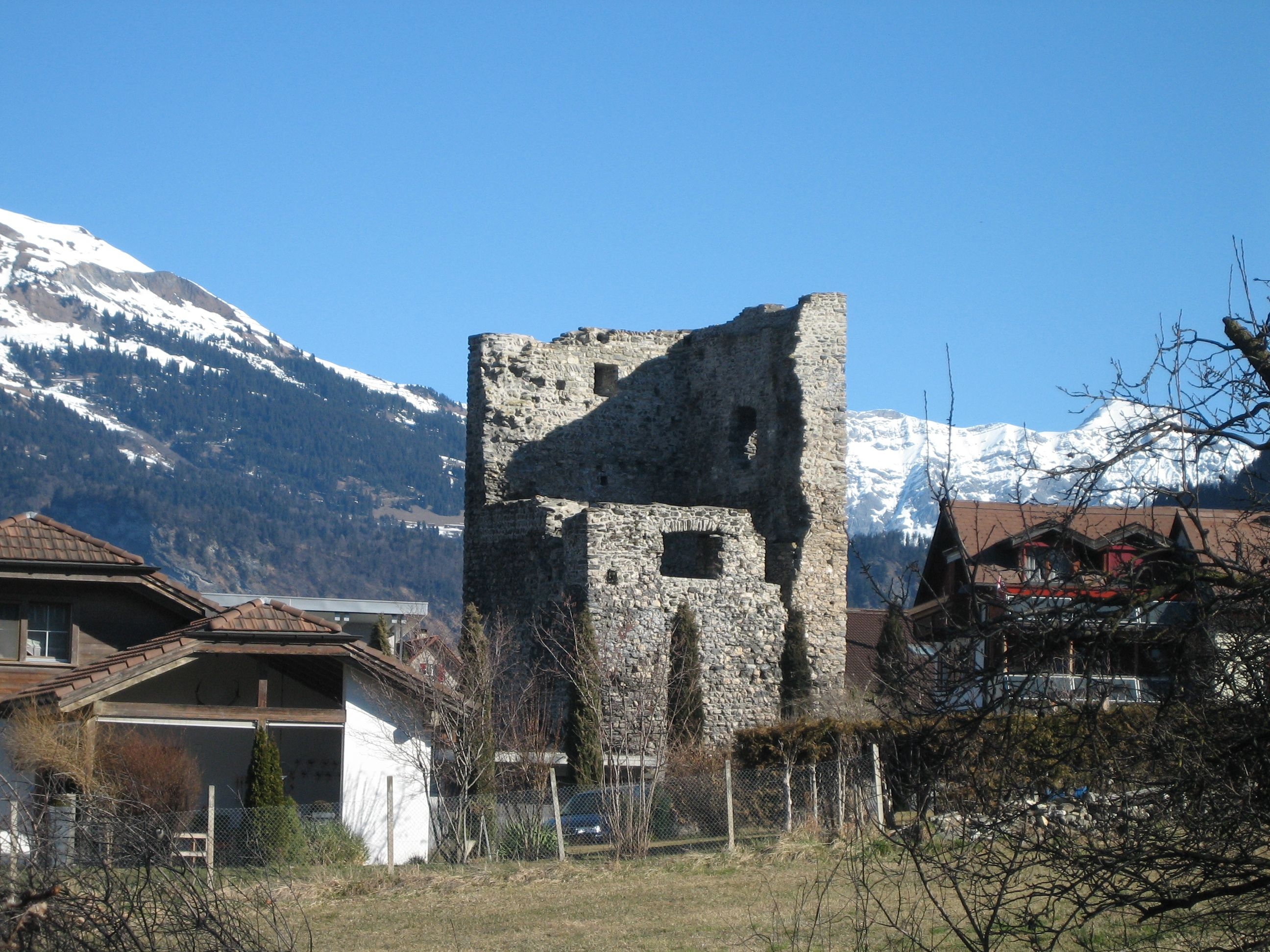
Ruinas del burgo de Friedau.